# ویلیام وردزورث
ویلیام وُردزوُرث (به انگلیسی: William Wordsworth) (زادهٔ ۷ آوریل ۱۷۷۰ - درگذشتهٔ ۲۳ آوریل ۱۸۵۰) شاعر بزرگ انگلیسی سبک رمانتیک، کسی که همراه با سمیوئل تیلور کولریج با انتشار مشترک «ترانه‌های غنایی» در سال ۱۷۹۸ به شروع دوران رمانتیک در ادبیات انگلیسی کمک کردند.
مهمترین اثر وردزورث را عموماً «پیش درآمد» می‌دانند، شعری زندگی‌نامه وار از دوران جوانیش که چندین بار توسط شاعر بازبینی و بسط داده شد؛ این اثر بعد از مرگ وی چاپ و عنوان گذاری شد و پیش از آن به شعر «خطاب به کولریج» معروف بود. وردزورث از ۱۸۴۳ تا زمان مرگش ۱۸۵۰ ملک الشعراء انگلستان بود. آثار این شاعر پر آوازه در ایران توسط ناشران زیادی به چاپ رسیده است که در این میان می‌توان به انتشارات آدم با ترجمه احمد همتی در سال 1384 و انتشارات فصل پنجم با ترجمه صابر آتش نظرلو در سال 1397 اشاره کرد.

## زندگی
ویلیام وردزورث در ۷ آوریلِ ۱۷۷۰ در کامبرلند انگلستان متولد شد. مرگ نابهنگام مادر زمانی که ویلیام تنها هفت سال داشت، ضربهٔ روحی بسیاری بر خانواده از جمله پدر وارد کرد طوری که وی سرپرستی فرزندان خود را به فامیل سپرد. بدین ترتیب ویلیام دوران کودکی و نوجوانی اش را به دور از خواهر کوچکترش دوروتی و دو برادر دیگرش سپری کرد. سال ۱۷۸۷ زمانی که ویلیام هفده ساله بود وارد کمبریج شد، محیطی که چندان مطابق میلش نبود. مهمترین اتفاقی که در دوران تحصیل وی رخ داد سفر وی به فرانسه در تابستان ۱۷۹۰ بود، فرانسه‌ای که به تازگی دستخوش انقلابی بزرگ شده بود. وردزورث جوان به شدت تحت تأثیر این انقلاب قرار گرفت و در بازگشت به لندن دیدگاهی انتقادی نسبت به فقر و بی عدالتی‌های جامعهٔ انگلستان در پیش گرفت. دیدگاهی که نمود آن را در اشعار وی در این دوره می‌توان یافت. سال ۱۷۹۵ وردزورث با کمک مالی یکی از دوستانش توانست دوباره با خواهرش دوروتی دیدار کند. دو سال بعد نیز به بریستول نقل مکان کردند، جایی که با سمیوئل تیلور کولریج شاعر آشنا شدند. طولی نکشید که هر دو شاعر با تأثیری متقابل بر یکدیگر شروع به سرودن ماندگارترین اشعار ادبیات دورهٔ رمانتیک کردند. سال ۱۷۹۸ و با انتشار مجموعه اشعاری با عنوان «ترانه‌های غنایی» ادبیات انگلستان وارد دوره‌ای جدید از تاریخ خود گردید؛ دورهٔ رمانتیک که تا حدود سال ۱۸۳۴ نیز ادامه یافت. دو سال بعد در مقدمهٔ چاپ دوم همین مجموعه اشعار است که وردزورث شعر خوب را حاصل غلیان خودجوش احساسات قوی معرفی می‌کند. سال ۱۷۹۹ ویلیام به همراه خواهرش به کلبهٔ خود در لیک دیستریکت (Lake District) نقل مکان کردند، ناحیه‌ای در شمال غربی انگلستان که به خاطر دریاچه‌ها، کوه‌ها و مناظر دل انگیزش الهام بخش بسیاری از اشعار وردزورث بود و بدین سان وی را شاعر طبیعت نیز می‌خوانند. سال ۱۸۰۲ وردزورث با دوست دوران کودکی اش، مری هاچینسن ازدواج کرد. دوروتی وردزورث نیز به همراه آنها زندگی می‌کرد و رابطهٔ عاطفی خوبی با مری برقرار کرده بود. وردزورث در اواخر عمر نیز از سرودن شعر دست نمی‌کشید ولی اشعارش دیگر آن موفقیت سالهای جوانی را نداشتند. از ۱۸۴۳ تا زمان مرگش ۱۸۵۰، وردزورث ملک الشعراء انگلستان بود، عنوانی که در ابتدا به علت کهولت سن از قبول آن امتناع می‌ورزید ولی نهایتاً مجبور به پذیرش آن شد. وی نهایتاً پس از هشتاد سال زندگی در ۲۳ آوریل ۱۸۵۰ چشم از جهان فروبست.

## آثار
- ترانه‌های غنایی: چاپ اول (۱۷۹۸) - چاپ دوم (۱۸۰۰)
- اشعاری در دو جلد (۱۸۰۷)
- گردش (۱۸۱۴)
- لائودامیا (۱۸۴۵ , ۱۸۱۵)
- پیش درآمد (۱۸۵۰)